# Andy Hardy's Double Life
Andy Hardy's Double Life é um filme americano lançado em dezembro de 1942 pelos estúdios Metro-Goldwyn-Mayer.
Entre seus protagonistas, estão os atores Lewis Stone, Mickey Rooney, Cecilia Parker e Esther Williams.
O filme é sobre a vida universitária do jovem Andy Hardy e seus problemas financeiros e sociais, mostrando a verdadeiro estilo de vida americano da década de 1940.